# Râul Chirui, Miletin
Râul Chirui este un curs de apă, afluent al râului Putred. 